# Charaxes azota
Charaxes azota är en fjärilsart som beskrevs av William Chapman Hewitson 1878. Charaxes azota ingår i släktet Charaxes och familjen praktfjärilar. Inga underarter finns listade i Catalogue of Life.